# História do Grêmio Esportivo Brasil
Este artigo conta a história do Grêmio Esportivo Brasil, clube fundado em 7 de setembro de 1911, na cidade de Pelotas, no interior do estado do Rio Grande do Sul.

## História

### Fundação
O Brasil de Pelotas foi fundado no dia 7 de setembro de 1911. A história do clube teve início após de uma divergência entre dirigentes e jogadores do Sport Club Cruzeiro do Sul, que era mantido e dirigido por funcionários da Cervejaria Haertel. Dois atletas do Cruzeiro do Sul, Breno Corrêa da Silva e Salustiano Brito, resolveram marcar uma reunião de fundação de um novo clube, que teve como local o prédio de nº 56 da rua Santa Cruz, em Pelotas, residência do Sr. José Moreira de Brito (pai de Salustiano).
A primeira diretoria do Brasil ficou assim estabelecida:
- Presidente: Dario Feijó
- Vice-presidente: Silvio Corrêa da Silva
- Primeiro secretário: Walter da Rocha Pereira
- Tesoureiro: Raymund do Rego
- Adjunto: Breno Corrêa
- Diretores: Manoel Joaquim Machado, Ulysses Dias Carneiro, Manoel Ribeiro de Souza, Nicolau Nunes, Paulinho Dias de Castro e Mário Reis.

Ficou decidido que as cores da camiseta do novo clube seriam verde e amarela. Possivelmente, a escolha tenha sido o primeiro fato histórico da rivalidade com o Esporte Clube Pelotas, pois o fardamento de ambos era semelhante. Por isso, o Brasil resolveu adotar as cores do Clube Diamantinos (vermelho e preto), já que o Pelotas havia escolhido as cores do Clube Caixeral (azul e amarelo) para seu uniforme.
O primeiro jogo oficial do Brasil foi um amistoso contra o Sete de Setembro (Pelotas), e terminou empatado em 2 a 2, com os dois gols do Brasil marcados por Diogo Rodrigues. A partida foi jogada em campo aberto, sem muros, no bairro Fragata, ainda no ano de fundação do clube. Em 1912 veio a primeira vitória: 2 a 0 em cima do Tiradentes (Pelotas), também em partida amistosa.
Já no ano seguinte, o rubro-negro passou a disputar partidas oficiais, ingressando pela primeira vez no Campeonato Citadino de Pelotas. Sem experiência ainda em campeonatos, o time acabou ficando em último lugar na competição. Porém, a Liga Pelotense de Futebol reconheceu o esforço dos atletas e agraciou o Brasil com o ‘Troféu Estímulo’, concedido pela dedicação e pela raça com que a equipe entrava em campo.
Na edição seguinte do torneio, o Brasil teve uma excelente campanha, terminando na terceira colocação geral. Depois vieram dois vice-campeonatos, e logo em 1917 a conquista do primeiro título de campeão da cidade, e de forma invicta. Era a maior façanha que o Brasil poderia almejar naquele momento, até porque ainda não existiam competições maiores.

### Primeiro jogo noturno de futebol com iluminação no país
O Brasil participou do primeiro jogo noturno de futebol com iluminação realizado no país. No dia 25 de dezembro de 1915, em Pelotas, o Xavante enfrentou a equipe do Sport Club União (já extinto time de Pelotas), vencendo  por 5 a 1. A cerimônia foi apresentada pelo Dr. Ildefonso Alves de Carvalho e o sistema de iluminação foi acionado pelo Capitão Leopoldo Haertel.

### Campeão Gaúcho de 1919
Apesar de não ter sido o primeiro campeonato estadual da história, o Brasil foi considerado o campeão da primeira edição do Campeonato Gaúcho organizada pela Federação (que reunia os campeões da região Pelotas/Bagé e Porto Alegre/São Leopoldo) em 1919. Para disputar a final, o Brasil foi campeão regional invicto, com a seguinte campanha: 3x0 Rio Branco, 8x0 União, 3x2 Ideal e 6x1 Guarany.
Ao se tornar campeão da Segunda Região (Pelotas/Bagé) e do Campeonato de Pelotas (LPF), o Brasil disputou a final contra o campeão da Primeira Região (Porto Alegre/São Leopoldo) e do campeonato de Porto Alegre (APAD), o Grêmio.
No dia 9 de novembro de 1919, o Xavante venceu o time da capital por 5x1, em Porto Alegre, gols de Proença (3), Alvariza e Ignácio para o Brasil, e Máximo, para o Grêmio. O jogo foi realizado no Estádio da Baixada, no Moinhos de Vento, com a presença de mais de três mil torcedores. O Brasil precisou fazer uma viagem de navio a vapor de 16 horas entre Pelotas e Porto Alegre.
Um dos registros mais genuínos desta grande conquista rubro-negra é a reportagem do jornal Correio do Povo, do dia 11 de novembro de 1919. O texto, muito charmoso e cheio de peculiaridades da época, começa assim: “Como era esperado, alcançou o mais franco sucesso o match jogado na tarde e ante-ontem no Ground do Moinhos de Vento, para a disputa do Campeonato Estadual. Concorreram a essa prova as equipes do Grêmio Sportivo Brasil, Campeão da Liga Pelotense e o Grêmio Foot Ball Portoalegrense, Campeão da Associação Portoalegrense de Desportos. Pela primeira vez foi disputado o Campeonato Estadual, sob os auspícios da Federação Riograndense de Desportos e o honroso titulo de Campeão coube a equipe do foot-ball pelotense”.
A escalação dos times que disputaram a final do Campeonato Gaúcho de 1919 foi:
- Brasil: Frank; Nunes e Ari Xavier; Floriano, Pedro e Babá; Farias, Ignácio, Proença, Alberto e Alvariza.
- Grêmio: Demétrio; Pinto e Ary; Chiquinho, Dorival e Assumpção; Gertum, Lagarto, Máximo, Meneghini e Bruno.

Antes de retornar a Pelotas, o Brasil jogou contra a Seleção de Porto Alegre, no dia 11, e empatou por 3 a 3. O árbitro deste jogo foi Florêncio Ygartua, hoje nome de rua em Porto Alegre.
Para o retorno do grupo de jogadores a Pelotas foi preparada uma grande festa. Milhares de torcedores recepcionaram a delegação no cais do porto. Houve queima de fogos e uma passeata até a Praça Coronel Pedro Osório, no centro da cidade, onde foram prestadas muitas homenagens aos grandes campeões. Mais tarde aquela conquista seria eternizada com a representação de uma estrela prateada sobre o escudo. O clube ganhou também, pela 1ª vez, o troféu de Campeão do Interior, por ser o time do interior do estado mais bem colocado no campeonato.

### Campeonato Brasileiro de Clubes Campeões de 1920
Em 1920, a CBD organizou um torneio entre os campeões estaduais para observar jogadores para a formação da Seleção Brasileira, visando a disputa dos Jogos Olímpicos e do Campeonato Sul-Americano de Futebol. A competição ocorreu no Rio de Janeiro e teve 3 equipes participantes: Fluminense, (campeão do Rio de Janeiro), Paulistano (campeão de São Paulo), e o Brasil (campeão gaúcho).
No dia 15 de março, a delegação Xavante embarcou em uma viagem de quatro dias de barco até o Rio de Janeiro. O Campeonato Brasileiro de Clubes Campeões começou no dia 25 de março, com o Brasil enfrentando o Paulistano, perdendo por 7x3. Nesse jogo, o Brasil jogou com: Frank; Nunes e Zabaleta; Floriano, Rossell e Babá; Farias, Alberto, Proença, Ignácio e Alvariza. O Paulistano também derrotou o Fluminense, por 4x1, e conquistou o título.
No último jogo do torneio, dia 3 de abril, o Brasil foi derrotado pelo time da casa, o Fluminense, por 6 a 2. Após o fim do torneio, o Brasil disputou mais três amistosos: um no Rio (vitória por 5x1 sobre o São Cristóvão, dia 8 de abril), e mais dois em São Paulo — um contra o Palestra Itália, atual Palmeiras, no dia 13 de abril (derrota por 2x1), e outro no dia 15 de abril, um empate em 4x4 com o Corinthians.

### Primeiro jogador de clube gaúcho na Seleção Brasileira
A seleção brasileira de 1920 recebeu o primeiro jogador de Seleção de um clube gaúcho, Alvariza, do Grêmio Esportivo Brasil e Castelhano que jogou 14 anos no 14 de Julho de Santana do Livramento, transferindo-se para o Santos-SP em 1920. Juntamente com Alvariza foram os primeiros jogadores gaúcho a ser convocado pela Seleção Brasileira. Convocado para disputar o Sul-Americano de 1920, no Chile. O Brasil foi primeiro clube do estado com representante na Seleção Brasileira e juntamente com o Pelotas, que teve Xingó (1922) e Duarte (1956), os únicos clubes da cidade a ter cedido jogadores para a Seleção Brasileira.
Alvariza fez um gol logo na sua estreia na Seleção, o gol da vitória no jogo contra o Chile, país-sede do Sul-Americano de 1920. Após esse jogo, Alvariza ainda jogaria as partidas contra Uruguai e Argentina pelo Sul-Americano, tendo terminado a competição e o ano como artilheiro da Seleção Brasileira, além de sido titular todo o ano e em todos os jogos da Seleção antes de retornar ao Xavante, onde foi recebido como herói.
Alvariza também participou de um jogo histórico contra a Seleção Argentina, no qual ambos os times começaram a partida com apenas 8 jogadores em campo de cada lado, devido a um protesto contra um jornal argentino que publicou charges da Seleção Brasileira como macacos, devido a esse fato alguns jogadores se recusaram a entrar em campo e a partida acabou se realizando com apenas oito atletas de cada lado.

### Construção do Estádio Bento Freitas
Logo quando começou com as atividades, o Brasil não possuía um local próprio para mandar seus jogos. Porém, apenas cinco anos após a fundação, em 1916, o clube inaugurou um vasto pavilhão social, que também era chamado, naquele tempo, de ''Praça de Esportes''. A tal sede, localizada no bairro Simões Lopes, foi construída toda em pedra de granito e madeira, e tinha capacidade para acomodar dois mil torcedores, um número muito significativo naquele tempo. Além das arquibancadas, o primeiro estádio do Brasil comportava copa, secretaria, sala para o departamento médico, rouparia e vestiários.
A Praça de Esportes do Brasil, que depois virou ''Campo do Bancário'' e por último ganhou o nome de ''CT Rubro-negro'', também tinha uma peculiaridade muito interessante: um Coreto. Uma construção com piso a altura de aproximadamente um metro do chão, de forma arredondada ou oitavada, que era uma espécie de palco, que recebia os grupos musicais responsáveis pelo entretenimento do público antes de a partida começar.
Anos depois, em 1943, foi inaugurado o Estádio Bento Mendes de Freitas, a nova casa Xavante. Também conhecido como a Baixada, foi inaugurado no dia 23 de maio de 1943, com a realização de um amistoso entre Brasil e Força Luz, de Porto Alegre. Naquela ocasião, o jogo foi considerado um grande acontecimento esportivo. E a torcida Xavante, já numerosa, comemorou emocionada a conquista da nova casa.
Desde então a Baixada tem sido palco de partidas memoráveis e grandes triunfos, tudo acompanhado de perto por arquibancadas lotadas e agitadas pela torcida Xavante.

### Vitória sobre a Seleção Uruguaia
Em 1950, o Brasil de Pelotas viajou até a cidade de Montevidéu, capital do Uruguai, para enfrentar a Seleção Uruguaia, que preparava-se para a disputa da Copa do Mundo de 1950 que foi realizada no Brasil. O clube pelotense venceu a Celeste Olímpica em pleno Estádio Centenário pelo placar de 2x1, com gols marcados por Darci e Mortosa. O time base do Brasil era: Arizabalo, Seara, Tavares, Tibirica, Dario, Taboa, Mortosa, Manuel, Darci, Galego e Lombardini. Técnico: Chico.
O Uruguai também entrou em campo com o time principal, inclusive com o atacante Gigghia, algoz da seleção brasileira no Maracanã. Mas naquele dia as coisas não andaram bem para os uruguaios, o time de Pelotas saiu com a vitória, considerada um dos primeiros grandes feitos da história do futebol gaúcho.
A Seleção Uruguaia, naquele mesmo ano, se tornaria bicampeã da Copa do Mundo, realizada no Brasil, ganhando da seleção local por 2x1 na final, em um Maracanã lotado por cerca de 200 mil pessoas.

### Excursão às Américas
Na década de 1950, o Brasil recebeu diversos convites para jogos em outros países, optando por excursionar durante 104 dias pelas Américas. Enfrentando equipes famosas do futebol sul-americano e centro-americano, climas diferentes, grandes altitudes, viagens cansativas e alimentação exótica, o Brasil obteve 16 vitórias, 6 empates e apenas 6 derrotas, em 28 jogos disputados.A excursão do Brasil de Pelotas ao exterior iniciou-se no Paraguai, dia 14 de julho de 1956, com uma derrota por 3 a 0 para o Cerro Porteño, em Assunção. No dia seguinte, venceu o Olímpia por 3 a 2, também em Assunção. O clube paraguaio, campeão nacional de 1956, não perdia para adversários há 18 anos, até jogar com o Xavante. A viagem prosseguiu até à Bolívia. Em Cochabamba, no dia 22 de julho, o Brasil venceu o Jorge Wilstermann por 5 a 2. No dia 26 de julho, uma derrota por 8 a 2 para a Seleção de La Paz, na capital boliviana. O Brasil viajou para o Peru e fez dois jogos em Arequipa: venceu o Pierola por 2 a 1 no dia 28 de julho e empatou com o White Star em 1 a 1 no dia 30 de julho. Na cidade de Ica, no sudoeste do Peru, o Brasil goleou o Octavio Espinoza por 6 a 2, no dia 2 de agosto. Na capital peruana, um empate sem gols contra o Universitario, em 4 de agosto. A última partida do Brasil em solo peruano ocorreu no dia seguinte, em Chiclayo, com derrota por 4 a 1 contra o José Pardo.
Em 10 de agosto, já no Equador, o Brasil venceu por 3 a 1 ao Valdez, em Guayaquil. Em Quito, fez 3 a 0 no España, no dia 12 de agosto. Novamente em Guayaquil, empatou com Emelec em 2 a 2, no dia 15 de agosto. Na Colômbia, o Brasil empatou por 0 a 0 com a Seleção do Valle del Cauca, em Cáli, no dia 21 de agosto. Goleou o América de Cáli por 4 a 0 em 24 de agosto e perdeu por 2 a 1 para o Nacional, em Medellín, no dia 26 de agosto.No final do mês, o Brasil excursionou aos países da América Central. Em 30 de agosto, na Cidade do Panamá, o Brasil goleou a equipe do Martell por 5 a 1; no dia seguinte, venceu o Fastlich por 3 a 2. Realizou uma partida na Costa Rica, contra o Saprissa, perdendo por 1 a 0 no dia 4 de setembro, em San José. Em Honduras, uma vitória apertada por 4 a 3 sobre o Olimpia, no dia 7 de setembro em Tegucigalpa. Dois dias depois, em San Pedro Sula, o Brasil empatou por 1 a 1 com o Hibueras. Em El Salvador, o Brasil fez três partidas na capital, San Salvador, conseguindo três vitórias: 5 a 3 no Atlante (14 de setembro), 3 a 0 no Olimpia (15 de setembro) e 4 a 3 no Atlético Marte (16 de setembro). Retornou ao Panamá para a realização de mais duas partidas na capital panamenha: goleada contra o Fastlich por 6 a 1 em 26 de setembro, e empate em 4 a 4 contra a Seleção do Panamá em 1 de outubro. A excursão pela América Central terminaria com uma nova visita à Costa Rica, sendo o Brasil pelo Alajuelense por 3 a 1 em 2 de outubro, na cidade de San José. Antes da volta para casa, o Brasil jogou duas partidas na Colômbia. No dia 3 de outubro, bateu o Libertad em Barranquilla, por 1 a 0. No dia seguinte, em Santa Marta, encerrou sua excursão ao exterior com uma goleada sobre o Unión Magdalena por 5 a 0.
Ainda na década de 50, o clube venceu três vezes consecutivas (1953, 1954 e 1955) o título de Campeão do Interior, sagrando-se tetracampeão da competição. Em 1963, conseguiu o seu pentacampeonato e, 5 anos depois, em 1968, o hexa, conquistando 6 vezes o título de Campeão Gaúcho do Interior.

### Estreia na Série A
No ano de 1978, o clube teve sua primeira participação no Campeonato Brasileiro da Série A. No ano de sua estreia, o clube não foi muito bem e terminou na 72ª posição no principal torneio de clubes do país.
Já no ano seguinte, novamente classificado ao Campeonato Brasileiro, o Brasil teve uma campanha melhor na competição. Na primeira fase, o clube esteve no Grupo B, junto a Maringá, Ferroviária, Caldense, São Paulo-RS, Criciúma, Caxias, Operário, Colatina e Chapecoense. Obteve classificação á segunda fase, conquistando a 3ª vaga das 5 do grupo. Já na segunda fase, não se repetiu a bela campanha da primeiro, o clube terminou na 6ª posição do Grupo A da segunda fase, onde se classificavam apenas 2 e estavam presentes clubes de expressão nacional como Coritba e Atlético-MG. No final, com 17 pontos em 16 jogos (4 vitórias, 9 empates e 3 derrotas), encerrou a competição na 35ª colocação.

### Felipão no Xavante
O gaúcho Luiz Felipe Scolari, técnico do Penta, já passou pelo Estádio Bento Freitas.
Em 1983, Luiz Felipe Scolari havia sido demitido do comando da equipe juvenil do Juventude, de Caxias do Sul. Neste mesmo ano, o então vice-presidente de futebol do Grêmio Esportivo Brasil, Geraldo Sica, por indicação de Elzaide José Lahn (Peto) trouxe o jovem técnico para ser o comandante do rubro-negro pelotense. Começava então uma história de conquistas na carreira do técnico da Seleção Brasileira no Penta.
Com Luiz Felipe, o Brasil foi, em 1983, campeão do interior do Rio Grande do Sul, no Campeonato Gaúcho deste ano, sendo ao mesmo tempo vice-campeão da competição, que teve o Internacional como campeão. Foi também no Grêmio Esportivo Brasil que nasceu a amizade entre Felipão e Flávio Teixeira, o Murtosa. Na época, Murtosa era o fisicultor xavante e dali em diante a dupla esteve sempre ligada profissionalmente.
No ano seguinte, o clube jogou, novamente, o Campeonato Brasileiro da Série A, após a bela campanha no Gauchão feita pelo time que tinha conquistado o interior. Na Série A, o clube teve uma campanha honrosa na primeira fase, no Grupo F, onde havia 5 clubes e 3 vagas à etapa seguinte da competição; o time conseguiu a classificação em 3° com 8 pontos (2 vitórias, 4 empates e 2 derrotas) ficando atrás apenas do America-RJ e do Atlético Paranaense e classificou-se sem precisar da repescagem. Na fase seguinte, a missão era muito difícil, o grupo era composto por: Portuguesa, Flamengo, Internacional e o Brasil. O rubro-negro gaúcho não se intimidou e fez frente aos adversários. Em 6 partidas, conquistou 5 pontos com 2 vitórias, 1 empate e 3 derrotas, com partidas memoráveis lembradas até os dias atuais. Neste grupo, da segunda fase, o time terminou em 3°, deixando o Internacional para trás, que ficou em último do grupo, e vendo a sua frente o Flamengo, 2 pontos apenas a frente e a Portuguesa, em 1° do grupo. Terminou a campanha na 23ª colocação geral.

### Terceiro no Campeonato Brasileiro
No ano de 1984, o Brasil já havia feito boa campanha no Campeonato Brasileiro, no qual conseguiu vaga após ser vice-campeão do estadual, onde ficou apenas atrás do Internacional, e venceu o Grêmio no jogo de desempate pelo placar de 4x0, ficando assim, com o 2° lugar e com a vaga para disputar o Brasileirão. Nesse período houve vitórias históricas como a do jogo contra o Flamengo por 2 a 0.<
Também em 1984, o clube teve destaque no Campeonato Gaúcho, onde terminou na 3ª posição com 12 pontos ganhos, mesma pontuação do 2° colocado Grêmio e 3 pontos atrás do Internacional, campeão do torneio.Em 1985, porém, o Brasil viveu o melhor momento de sua história, ao realizar o que até hoje é a melhor campanha dos clubes do interior gaúcho em Campeonatos Brasileiros. O Brasil, treinado por Walmir Louruz, chegou ao terceiro lugar, sendo obrigado a jogar a semifinal em Porto Alegre, pois a CBF não permitiu que os jogos das semifinais fossem no estádio do Brasil, que não reúne as condições de segurança necessárias para esse tipo de disputa. A torcida Xavante lotou Porto Alegre e foi para o Estádio Olímpico para apoiar o time contra o Bangu Atlético Clube, no dia 24 de julho. O Brasil entrou em campo com a seguinte escalação: João Luís; Valdoir, Silva, Hélio e Jorge Batata; Doraci, Lívio e Andrezinho; Júnior Brasília, Bira e Zezinho. Porém, os cariocas venceram pelo placar de 1x0. Na partida de volta, no dia 28 de julho, no Estádio do Maracanã, o Brasil perdeu por 3 a 1.
Existem dezenas de fontes inclusive a própria CBF que confirmam que o Brasil foi o terceiro colocado.
Desconsiderando a boa colocação da equipe Xavante no campeonato, a CBF colocou o Brasil, no ano seguinte, a disputar o campeonato num dos 4 "grupos da morte", jogando contra 8 adversários, em turno único e apenas o campeão prosseguindo na competição. Nos demais grupos, classificaram-se entre 4 e 5 equipes.

### Altos e baixos nas décadas de 90 e 2000
O Brasil, conquistou vários títulos nos anos 90, como a Taça Cidade de Porto Alegre de 1991, a Copa Cléber Furtado de 1992 e a Copa Rio Grande do Sul de 1993.
Em 1995, o Brasil foi rebaixado para a Divisão de Acesso do Gauchão ao terminar o Campeonato Gaúcho na penúltima colocação. Ainda em 95, o clube foi campeão da Copa Giuglianni Filho.
No ano seguinte, em 1996, o time conseguiu voltar à primeira divisão estadual. Logo no primeiro jogo, o Brasil ganhou por 1 a 0 do Internacional, no Bento Freitas.
No campeonato de 1997, o Brasil chegou às semifinais, sendo obrigado a disputar a primeira partida no Estádio Aldo Dapuzzo, em Rio Grande, devido ao seu estádio ter ficado interditado. O adversário foi o Grêmio e a partida terminou empatada em 1x1. No jogo de volta, um empate em 2x2 no Olímpico levou a decisão da vaga para os pênaltis, mas após 12 cobranças o Brasil foi desclassificado.
Mas a resposta do Brasil não tardaria, e no Campeonato Gaúcho de 1998, o Brasil elimina o Grêmio em dois jogos muito empolgantes. No primeiro jogo, acabou empatando em 0x0 no Bento Freitas e na partida de volta no Olímpico, vence por 2x1 empurrados pela torcida e também pelas declarações do então técnico do Grêmio, Sebastião Lazaroni, que acusava os jogadores do Brasil de doping. Ainda em 1998, mas na terceira divisão do Brasileirão, o Brasil fez ótima campanha e por muito pouco não obteve o acesso para a Série B, ficando na 5ª posição.
No último ano do milênio, 1999, o Brasil foi rebaixado para a Divisão de Acesso. Amargou a segundona até o ano de 2004, quando foi campeão, assim retornando à Primeira Divisão a partir de 2005. Também em 2004, o Brasil conquistou, o seu 27° título do Campeonato Citadino de Pelotas, e logo dois anos depois, em 2008, seu 28° título na competição.
No ano de 2001, o Sub-17 do Xavante fez história, ao vencer a Copa Sul da categoria.
Na Série C de 2006, o Brasil fez bela campanha e terminou o campeonato na 7ª posição na classificação geral. Em 2007, o Brasil foi vice-campeão da Copa FGF, perdendo o título na final para o Caxias após vencer a partida de ida por 1x0 e perder pelo mesmo placar a partida de volta.
No ano de 2008, apesar da não muito boa campanha no Campeonato Gaúcho, o Brasil saiu-se muito bem na Série C do Brasileiro de 2008. A meta inicial era se classificar para a nova Série C de 2009 para depois pensar na vaga na Série B. O Xavante acabou progredindo e conseguindo atingir o objetivo de se manter na Série C, embora tenha perdido a vaga para a Série B no último jogo e ficando com a 6ª melhor campanha geral do torneio.

### Tragédia antes do Estadual de 2009
Um ônibus no qual havia 31 pessoas da delegação do time caiu de um barranco em Canguçu (293 km de Porto Alegre) na noite do dia 15 de janeiro de 2009, no km 150 da BR-392, e provocou a morte do atacante uruguaio Claudio Milar, ídolo da torcida, com 111 gols marcados pelo xavante, do zagueiro Régis Gouveia Alves, e do preparador de goleiros Giovane Guimarães. Outras 20 pessoas ficaram feridas no acidente. A equipe retornava de um jogo-treino na cidade de Vale do Sol, onde havia vencido o Futebol Clube Santa Cruz por 2 a 1. Outros dois atletas - os volantes Xuxa e Edu - e o auxiliar-técnico Paulo Roberto - passaram por cirurgias delicadas, mas se recuperaram. Informações da Polícia Rodoviária Federal dão conta de que, por volta das 23h30, no viaduto que dá acesso à BR-392, o condutor do ônibus Marcopolo modelo Paradiso 1550 LD prefixo 5009, da empresa Bosembecker, perdeu o controle em uma curva fechada, capotou e despencou de um barranco de cerca de 30 metros de altura. Exames constataram que o motorista, que usava cinto de segurança e não ficou ferido, não ingeriu bebidas alcoólicas antes de dirigir. No entanto, a polícia não encontrou o tacógrafo, o que ajudaria a esclarecer o que aconteceu. O equipamento serve para monitorar o tempo de uso, a distância percorrida e a velocidade.
O velório dos jogadores e do preparador de goleiros foi realizado no dia 16 de janeiro, no gramado do Estádio Bento Freitas, em Pelotas. O corpo do uruguaio Milar ficou no local por poucos minutos e depois foi transportado para Chuy (Uruguai), onde foi sepultado no dia seguinte.
A diretoria do clube até cogitou não disputar o Campeonato Gaúcho de Futebol de 2009, porém, o Brasil acabou jogando oito jogos em 15 dias e disputou a competição com um time que não havia treinado junto. O clube conseguiu apenas uma vitória no campeonato e foi rebaixado para a Série B de 2010.

#### Campanha de 2010
Depois de um ano do trágico acidente de 2009, na temporada seguinte, o Xavante não foi bem na Divisão de Acesso e terminou na 20ª colocação com 16 pontos em 14 jogos, sendo desses apenas 3 vitórias e, com isso, permaneceu na competição para o ano de seu centenário e garantindo a luta pelo acesso para a próxima temporada.
Já na Série C do Campeonato Brasileiro de 2010, uma competição mais complicada, o clube terminou na 14ª colocação e conquistou seu objetivo, a permanência na competição pro ano seguinte. A campanha sólida do Brasil na Série C teve, em 8 jogos, 2 vitórias, 4 empates e 2 derrotas, totalizando 10 pontos e conquistando o 4° lugar do grupo (que tinha também: Criciúma em 1°, Chapecoense em 2°, Caxias em 3° e Juventude em 5°). As duas vitórias Xavantes no campeonato foram no Rio Grande do Sul, uma na primeira rodada contra o Caxias por 1x0 em Pelotas e a outra no Estádio Alfredo Jaconi, em Caxias do Sul, contra o Juventude, também por 1x0 na sexta rodada.

### No Centenário
O Brasil começou o ano de 2011, pensando no acesso para a elite estadual. O clube começou bem na Segundona Gaúcha, mas perdeu a intensidade do início do campeonato e terminou muito mal, permanecendo assim na 2º divisão. Na primeira fase o time deixou sua torcida esperançosa, ao conquistar 21 pontos em 12 jogos - um a menos que os dois líderes que tinham 22 pontos - e terminar em 3° lugar no grupo 1, onde havia 7 equipes e classificavam-se 5 e 2 seriam rebaixadas para a divisão inferior. Na segunda fase as coisas também correram bem, no grupo onde tinham 4 equipes e classificavam 2 para a fase seguinte, a equipe terminou na 2ª colocação, com 10 pontos em 6 jogos (novamente um a menos que o líder), seguindo adiante no campeonato. Na terceira fase que as coisas complicaram para o time da baixada, na chave 1, o clube terminou na 3ª posição de 5 equipes, classificavam apenas 2 para o quadrangular final, e por um ponto, o time deu adeus ao sonho do acesso naquela temporada. O clube terminou como 6º colocado na classificação geral do torneio.
Mas, o pior mesmo estava por vir no Série C. Na primeira rodada o clube foi bem, mas acabou escalando o atleta Cláudio, sem que soubesse que o mesmo tinha um punição a cumprir, devido a uma expulsão quando jogava pelo Boa Esporte em 2010, antigo Ituiutaba. Com isso, o clube perdeu 6 pontos pelo acontecido, porém, o fato ainda encontra-se em litígio na Justiça Comum, tendo o clube como argumento o fato de não ter, até o momento do fato, nenhuma forma de saber das punições que cada atleta tem a cumprir quando contratado. Mesmo assim, o Brasil com garra continuou na competição, mas não foi o bastante, o clube terminou com na última posição com 2 pontos no difícil grupo D, composto por Brasil, Chapecoense, Joinville, Caxias e Santo André. Se o Brasil não tivesse perdido aqueles 6 pontos, teria conseguido a permanência na competição para 2012.
Na Copa da Região Fronteira de 2011, o Brasil fez belíssima campanha e terminou na 2ª posição com 18 pontos em 12 jogos, ficando atrás somente do São Paulo-RS que tinha 22 pontos e acabou como campão naquela ocasião. Na próxima fase, já na Copa FGF, a campanha não foi nada boa, foi eliminado nas oitavas de final para o Santo Ângelo pelo agregado de 3 a 2.
O Brasil também lançou o Livro "Identidade Xavante", que conta toda a história do clube.

#### Ônibus Rubro-negro
Também em 2011, o clube foi presenteado pela empresa pelotense de ônibus Embaixador - pelo centenário do Xavante - com um ônibus novo, personalizado com as cores, emblema e frases do time. Esse ônibus foi o primeiro ônibus próprio do clube.
Em 2012, o clube encheu a torcida de esperanças, com um início excelente na Segundona Gaúcha, terminando a fase de grupos na 1ª posição. Já na segunda fase, em um grupo composto por 6 equipes, nas quais classificavam-se apenas 2, o Brasil ficou na 3ª colocação e acabou adiando o sonho do acesso. Mas ainda estava por vir coisas boas naquela temporada, na Copa Sul-Fronteira, onde os Xavantes conquistaram o bicampeonato do torneio. Na fase seguinte, na Copa FGF, O Brasil foi muito bem, onde nas oitavas eliminou o  Cruzeiro-RS por 1x0 (1x0 e 0x0), nas quartas eliminou o Sapucaiense (1x2 e 4x0), nas semis eliminou o 14 de Julho (1x1 e 2x1), mas foi superado pelo Juventude na decisão (1x2 e 0x0). O Brasil herdou a vaga de campeão da Copa FGF que seria do Juventude á Copa do Brasil de 2013 porque o time da serra já havia conquistado a vaga por outros métodos.

### O retorno à Primeira Divisão
Depois da tragédia ocorrida em 2009, o Brasil iniciou a busca pela primeira divisão desde o ano de 2010. Mas somente em 2013, o sonho da volta a principal competição do estado se tornou realidade.
No primeiro turno, já na fase de grupos, os caminhos do acesso começaram a ser trilhados, quando o clube classificou-se para a fase de mata-mata na 2ª posição com a mesma pontuação do líder Glória. Na fase final, nas semifinais, o Brasil eliminou o Riograndense pelo placar de 3x2 no agregado e passou para a final do primeiro turno do campeonato. Na decisão, o velho rival da cidade vizinha, o São Paulo de Rio Grande, que foi superado por 1x0 no jogo de ida em Pelotas, mas no jogo de volta em casa, derrotou o Xavante também pelo placar mínimo e nas penalidades, com o apoio da sua torcida, levou a melhor por 3x2 e levou o caneco do primeiro turno do torneio.
Já no segundo turno a história foi diferente, na fase de grupos a equipe terminou na liderança de sua chave, levando a vantagem para o mata-mata. Com a vantagem de ter terminado a primeira fase com o 1° lugar do grupo, os pelotenses tinham como adversário para as quartas o 4° colocado da outra chave, o Avenida. Mas não foi tão fácil como parece, o clube de Santa Cruz do Sul assustou no jogo de ida onde venceu por 1x0, empurrando pro Brasil a responsabilidade de fazer 2 gols de diferença para garantir a vaga para as semifinais, e conseguiu, vencendo por 5x1 o jogo de volta e levando a vaga. Na semifinal o confronto era contra o Santo Ângelo, e o Xavante venceu as duas partidas e classificou-se para a decisão com um agregado de 6x0. O último passo para o acesso era a decisão do segundo turno, o rival era o Aimoré, duelo de índios, Xavante versus Capilé. Na primeira partida, o time pelotense resolveu encaminhar a vaga, mandando um 3x0 logo no jogo de ida e mandando a responsabilidade de reverter um resultado gigante para o seu rival, que no jogo da volta nada conseguiu fazer. O jogo terminou empatado em 0x0. O Brasil ali, conquistou o título de campeão do segundo turno da Divisão de Acesso e o mais importante, conquistou a vaga para a primeira divisão do Campeonato Gaúcho, após 4 anos na segundona.
Com o acesso já garantido para as duas equipes, Brasil e São Paulo, campeões dos dois turnos da competição, iniciaram o duelo para decidir quem seria o campeão daquele torneio. O Brasil goleou o São Paulo em pleno Estádio Audo Dapuzzo, pelo placar de 4x1, no jogo de ida. E na volta, o São Paulo, que teria que reverter uma vantagem de 3 gols na Baixada, nada fez, perdeu de 1x0. Com isso, o Brasil de Pelotas sagrou-se tricampeão da Divisão de Acesso do Campeonato Gaúcho.
Devido á boa campanha do clube da Copa FGF de 2012, onde o Brasil terminou na 2ª posição, no ano de 2013, o clube ainda participou, pela primeira vez na sua história, da Copa do Brasil, tendo como adversário o Atlético Paranaense, que levou a melhor nos dois confrontos e obteve a classificação com o agregado de 3x0.

### Vice-campeão da Série D
No ano da volta à Primeira Divisão Gaúcha, 2014, fez uma campanha excepcional. Na primeira fase, com tranquilidade conseguiu sua classificação e terminou na 2ª colocação do grupo A com 29 pontos em 15 jogos, ficando atrás somente do Internacional. Nas quartas de final, o adversário era o Novo Hamburgo, em Pelotas.
O Brasil não decepcionou e obteve a classificação com méritos, vencendo por 2x0 e passando á próxima fase do campeonato. Nas semifinais, o desafio era complicadíssimo, e o Brasil não fez feio, porém acabou sendo eliminado na semifinal pelo Grêmio na Arena por 2x1 e terminou o campeonato com a terceira melhor campanha na classificação geral. Com isso, conquistou o título de campeão do Interior Gaúcho, pela 9ª vez. O Brasil terminou a competição como a melhor defesa da competição, levando apenas 8 gols em 17 jogos, e na seleção do campeonato, onde são eleitos os melhores jogadores do torneio, o Brasil foi bem representado, pelo goleiro Luiz Muller e pelo zagueiro Fernando Cardozo.Na Série D, o clube foi muito bem na fase de grupos, terminando na primeira posição e classificando para a próxima fase com 16 pontos em 8 jogos. Nas oitavas, o Brasil enfrentou o Operário-MT, empatando por 0x0 no Mato Grosso e goleando pelo placar de 4x0 em Pelotas. Já nas quartas, o adversário foi o Brasiliense, e quem levou a melhor mais uma vez foi o Brasil, vencendo em casa por 2x1, mesmo placar que foi derrotado em Brasília e, com isso, a partida foi para as penalidades e o Brasil levando a vaga às semis e à Série C pelo placar de 4x3 nas cobranças. Com a vaga na mão, Brasil e Londrina se enfrentaram em busca da vaga à final. Quem levou foi o Brasil, vencendo em casa por 3x1 e empatando em Londrina, 2x2. Na final do campeonato, saiu como vice-campeão, perdendo nos pênaltis para o Tombense em Tombos após empatar os dois jogos por 0x0.

### 10° Título do Interior Gaúcho
No ano de 2015, repetiu a ótima campanha do estadual anterior. Na primeira fase, que era de turno único, todos contra todos, o Brasil terminou com a 4ª melhor campanha dos 16 times, com 26 pontos em 15 jogos. Já na fase seguinte, quartas de final, o clube que o Xavante iria enfrentar era o Lajeadense, que em partida única em Pelotas, foi derrotado por 2x0 e perdendo a vaga para as semis para o rubro-negro. Na fase seguinte, o adversário era difícil e o clube acabou sendo eliminado na semifinal para o Internacional por 4x2 no agregado (1x1 e 3x1). Terminou com a terceira melhor campanha geral, somente atrás da dupla Grenal, e sagrou-se bi-campeão do Interior Gaúcho, conquistando o seu 10° título. Com o título do interior, o Brasil conquistou também, além da taça, a vaga para disputar a Copa do Brasil de 2016.
O Brasil, teve a terceira melhor média de público da competição, sendo a maior do interior, com 7.700 pessoas por jogo. Na seleção do campeonato, o time teve dois representantes: Fernando Cardozo, como melhor zagueiro, e Rogério Zimmermann, ídolo Xavante e considerado o maior técnico da história do clube, eleito o melhor técnico da competição.
Simultaneamente, o clube - por ter feito uma campanha sensacional no estadual passado e vencido o interior em 2014 - participou pela segunda vez na sua história da Copa do Brasil. Dessa vez um adversário foi o Flamengo, repetindo o confronto histórico de 1985 (onde o Brasil levou a melhor contra o Flamengo de Zico pelo placar de 2x0). A fanática torcida Xavante lotou Bento Freitas e viu o Brasil fazer frente ao Flamengo e garantir o confronto da volta no Maracanã. O duelo terminou com um agregado de 4x1 com a classificação do time carioca a segunda fase.

### Acesso para a Série B de 2016
Após um ótimo Gauchão, que serviu como base para o segundo semestre, conquistou o acesso no Campeonato Brasileiro da Série C para a Série B de 2016. A campanha começou com uma classificação sofrida na primeira fase, se classificando na última rodada, nos últimos minutos da partida, na 4ª colocação do grupo.
O Brasil, na primeira fase, se classificou com 29 pontos em 18 jogos, onde teve 7 vitórias, 8 empates e apenas 3 derrotas, marcando 30 gols e sofrendo 20 (+10 de saldo de gols). O Juventude, que disputou a última vaga do grupo com o Brasil, também fez 29 pontos, com as mesmas 7 vitórias, 8 empates e 3 derrotas, fazendo também 30 gols, mas sofrendo 21, um a mais que o time pelotense e, com isso, perdendo um gol de saldo em relação ao rubro-negro, que se classificou.
Na próxima fase, a de quartas de final, o adversário para decidir a vaga à Série B era complicado, se tratava o primeiro colocado do outro grupo e um dos maiores clubes do Nordeste do país, o Fortaleza. O Brasil se classificou, vencendo a partida de ida por 1x0, no Bento Freitas, em Pelotas. O gol Xavante foi marcado pelo Cleverson, aos 42 minutos do primeiro tempo, garantindo a vitória para o Brasil e levando vantagem para o jogo da volta no Ceará. No jogo da volta, o Brasil segurou bravamente um empate em 0x0 contra o Fortaleza, na Arena Castelão lotada por 60 mil pessoas. O destaque dessa partida foi o goleiro Eduardo Martini, que fez muitas defesas importantes, que levaram o Brasil ao acesso.
Nas semifinais, o Brasil empatou os dois jogos pelo placar de 0x0 contra o Vila Nova, perdendo a vaga à final nos pênaltis por 4x3, em Goiânia, encerrando a competição na 3ª colocação geral.
O Brasil, teve com o melhor ataque da competição, com 31 gols marcados em 22 jogos. Outro destaque foi o atacante Leandrão, que marcou 11 gols, e terminou como vice-artilheiro da Série C. O maior público da competição foi em um jogo em que o Brasil estava em campo, 62.903 pessoas foram à Arena Castelão para assistir o jogo de volta das quartas de final entre Fortaleza e Brasil. O terceiro maior público também envolveu a equipe rubro-negra, no jogo da volta das semifinais contra o Vila Nova, foram até o Estádio Serra Dourada 35.500. O Brasil terminou o torneio com a 9ª maior média de público.

### Novo Bento Freitas
No início de 2015, no jogo de estreia do Brasil de Pelotas na Copa do Brasil contra a equipe do Flamengo, uma parte da arquibancada situada atrás da trave localizada à direita das cabines de rádio e televisão, cedeu. O estádio estava praticamente lotado e 2 crianças se machucaram levemente. Por este fato, o Brasil opta por derrubar boa parte das arquibancadas (sul, norte e leste) e começa um planejamento de reconstrução total do estádio em parceria firmada com a empresa Porto 5. O clube cria o site "Novo Bento Freitas" para demonstrar o projeto do novo estádio, onde ao final de todas as etapas da reconstrução o estádio passará a contar com 20.469 lugares.
Após dificuldades com liberações burocráticas, enfim, em 2016 é iniciada a construção das novas arquibancadas do estádio Bento Freitas e no final do ano, em 5 de novembro de 2016 no jogo contra o Vasco da Gama pela Série B do Campeonato Brasileiro é inaugurado o primeiro módulo de arquibancadas do novo Bento Freitas, justamente no mesmo setor onde a antiga arquibancada havia cedido, deixando assim, o estádio com capacidade temporária de 13.500 lugares.
Após a entrega da nova arquibancada no setor sul do Bento Freitas, em 2017 chega a vez da arquibancada norte, atrás da outra trave. O Brasil retira as arquibancadas móveis deste setor, diminuindo novamente a capacidade do estádio para 10.200 lugares e assina contrato com a empresa Porto 5, para construção das novas arquibancadas. Entretanto a construção inicia somente em 2018 com previsão de término para o mês de Maio de 2018.

### Permanência na Série B
Na volta à Série B em 2016, o clube terminou a competição na 11ª posição com 54 pontos, conseguindo 14 vitórias e conquistando o objetivo na competição que era a permanência para o ano de 2017. O clube esteve no G4 em grande parte do campeonato, conquistando vitórias marcantes, como o triunfo por 2x1 sobre o Vasco, e sobre o Avaí por 3x0, mas não conseguiu manter o ritmo forte do restante do campeonato nas últimas rodadas e acabou perdendo posições.
No início da competição, o Brasil teve algumas dificuldades para enfrentar, como a de jogar fora de casa nos jogos em que era mandante por causa das obras em seu estádio, que por estar em reconstrução, não estava atendendo a capacidade exigida pela CBF de 10 mil lugares no estádio. O rubro-negro jogou essas partidas á mais de 400 km de Pelotas, em Caxias do Sul, no Estádio Centenário, do Caxias. Enfrentando muito bem essas limitações, o Brasil voltou a seu estádio e fez uma bela campanha. Com sua campanha, garantiu uma vaga á Copa do Brasil Sub-17 para suas categorias de base para 2017 - primeira competição nacional após a reativação das categorias de base do Brasil.
Ainda no ano de 2016, o Brasil teve uma participação honrosa na Copa do Brasil, onde se classificou pela boa campanha no campeonato estadual, que deu ao time o título do interior e a vaga na Copa. O clube acabouempatando por 1x1 na partida de ida contra o Atlético Paranaense no Estádio Bento Freitas, levando a decisão para a Arena da Baixada, em Curitiba, onde em uma partida disputadíssima, o Atlético levou a melhor, venceu pelo placar de 1x0 (2x1 no agregado) e levou a classificação à segunda fase.
Em 2017, o Brasil estreou em mais uma competição nacional na sua história, dessa vez foi na Primeira Liga. O Xavante eliminado na fase de grupos da competição. O grupo era composto por clubes de expressão nacional como: Internacional, Fluminense e Criciúma, além do Brasil. O rubro-negro Gaúcho estava empatou com o Fluminense no número de pontos (4), número de vitórias (1), número de gols feitos (4), número de gols sofridos (4) e saldo de gols (0), e foi eliminado apenas pelo número de cartões vermelhos, terminando com a terceira melhor campanha do grupo e a nona geral da competição.

### Vice-campeão do Gauchão
O ano de 2018 começou com um belo campeonato estadual para o time Xavante no primeiro semestre. A competição - que começou no meio de janeiro por causa do calendário apertado do futebol brasileiro de 2018 - foi muito proveitosa para o time do técnico Clemer, que conquistou duas taças na competição. A primeira delas foi a taça da Copa Centenário da FGF, que coroava o time que tivesse a melhor campanha na primeira fase na competição.
O Brasil, na fase de grupos, fez uma campanha excepcional, terminou na 1ª colocação com 21 pontos (6 vitórias, 3 empates e 2 derrotas) na fase de grupos, que deu ao Xavante o direito da taça e de decidir todos as fases de mata-mata em seus domínios. Nas quartas de final o adversário foi o São Luiz de Ijuí, que deu trabalho ao time pelotense, que empatou em 1x1 em Ijuí, e venceu de maneira sofrida no Bento Freitas pelo placar de 2x1, se classificando as semifinais, com destaque para Marcelo Pitol, goleiro Xavante que segurou o time do São Luiz garantindo a classificação.
Na fase seguinte, o último passo antes da final - passo esse que foi dado pelo Xavante - o adversário foi o São José, da capital gaúcha. No primeiro jogo, um empate por 1x1, com gosto de vitória ao Xavante, que não jogou tão bem e conseguiu um empate nos acréscimos do segundo tempo com um gol de cabeça. Nesse jogo, mais uma vez, o Pitol fez a diferença com defesas difíceis que não deixaram o Brasil sair derrotado naquela partida. No jogo da volta, mais sofrimento, o Brasil jogou melhor mas conseguiu só um empate por 1x1 diante o time porto-alegrense na Baixada, esse resultado era complicado, levaria a decisão para as cobranças de pênaltis. Com garra e raça, o rubro-negro se classificou á final, vencendo por 4x3 nos penais, com destaque novamente para Pitol, que pegou a última cobrança dos visitantes e garantiu a vaga a final do estadual. O confronto foi contra o Grêmio, que levou a melhor, vencendo as duas partidas e sagrando-se campeão.
O Brasil ficou com o troféu de vice-campeão, e com a 2ª melhor campanha geral do Campeonato Gaúcho, garantindo vaga á Copa do Brasil de 2019, mais uma competição nacional para a temporada seguinte, que já tinha o Brasileirão.